# Франсіско Монтес
Франсіско Монтес (ісп. Francisco Montes, нар. 22 квітня 1943) — мексиканський футболіст, що грав на позиції центрального захисника за клуби «Веракрус» та «Атлетіко Еспаньйол», а також національну збірну Мексики.

## Клубна кар'єра
У дорослому футболі дебютував 1964 року виступами за команду «Веракрус», в якій провів вісім сезонів. 
Протягом 1972—1974 років захищав кольори клубу «Атлетіко Еспаньйол», після чого повернувся до «Веракруса», в якому провів ще два сезони до припинення виступів на полі у 1976.

## Виступи за збірну
1970 року дебютував в офіційних матчах у складі національної збірної Мексики. Того ж року був включений до заявки мексиканців на домашній для них чемпіонат світу 1970, на якому був резервним гравцем і на поле не виходив.
Загалом протягом дворічної кар'єри у національній команді провів у її формі 15 матчів.